# Soncino, Lombardiet
Soncino är en ort och kommun i provinsen Cremona i regionen Lombardiet i Italien. Kommunen hade 7 608 invånare (2018).